# Can Carafí
Can Carafí és un mas del municipi de Sant Llorenç d'Hortons, a la comarca catalana de la l'Alt Penedès. És un monument protegit i inventariat dins el Patrimoni Arquitectònic Català.

## Descripció
Espaiós casal de planta rectangular, a dues vessants. Consta de planta i dos pisos, cellers i terrat porxat amb un pati al davant. L'edifici està dividit en cinc "apartaments dels masovers i parcers" o pisos i en els darrers anys es reconstrueix amb pedres tallades d'arreu, principalment de cases que s'enderroquen, dissortadament, a Martorell. Damunt la masia primitiva, el segle passat, s'hi aixecà un pis, s'hi feren balconades i es restaurà la façana en estil neoclàssic.

## Història
Cal esmentar que la família Carafí, és originària de Sant Joan Samora, on hi construïren aquesta masia, i des d'on els seus membres representaven al barri com a regidors o jurats a les sessions i afers de l'Ajuntament de Gelida durant diversos segles, concretament des de l'any 1644 fins ben entrat el segle xix, segons dates que s'han pogut recollir dels cinc gruixuts volums de la Universitat i Baronia de Gelida, esdevenint aquest càrrec oficiós una tradició familiar en el decurs dels segles.